# Lingzhan
Lingzhan (kinesiska: 伶站瑶族乡, 伶站) är en socken i Kina. Den ligger i den autonoma regionen Guangxi, i den södra delen av landet, omkring 230 kilometer nordväst om regionhuvudstaden Nanning. Antalet invånare är 15298. Befolkningen består av 7 183 kvinnor och 8 115 män. Barn under 15 år utgör 25,0 %, vuxna 15-64 år 67 %, och äldre över 65 år 7,0 %.
Genomsnittlig årsnederbörd är 1 609 millimeter. Den regnigaste månaden är juni, med i genomsnitt 346 mm nederbörd, och den torraste är februari, med 25 mm nederbörd.